# Campaña de Essex en Irlanda
La Campaña de Essex en Irlanda fue dirigida por Robert Devereux, II conde de Essex en 1599, y tuvo lugar durante la Guerra de los Nueve Años de Irlanda y la Guerra Anglo-Española de 1585-1604. 
A principios de 1599, la Reina Isabel I se encontraba ante la difícil decisión de nombrar un comandante militar para Irlanda. En ese momento, la corte se hallaba dividida en dos facciones: una de ellas liderada por el conde de Essex, y la otra por el secretario principal de la reina, Sir Robert Cecil. Tras largas discusiones, a Essex no le quedó otra opción que la de asumir el mando de la campaña. Tras el fracaso de las operaciones militares, Essex volvió a Irlanda en desgracia y desafió abiertamente a la corona en un acto de traición, por el que fue ejecutado en 1601.

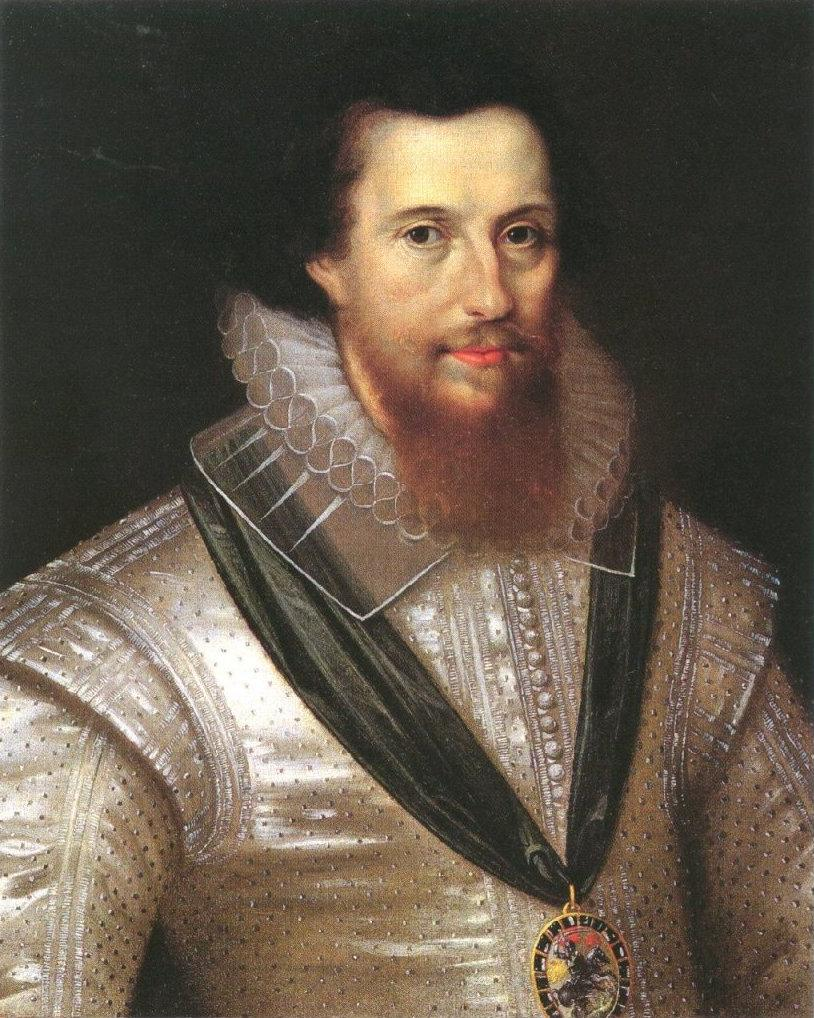
Robert Devereux, II conde de Essex

## Nombramiento de Essex
Durante la década de 1590, Essex disfrutó de una inmensa popularidad en Inglaterra, especialmente entre los puritanos londinenses, que le consideraban un pilar del Protestantismo. Fue un firme defensor de los ataques marítimos contra España y de la aplicación de medidas más severas en Irlanda contra Hugh O'Neill, II conde de Tyrone, convirtiéndose en cabeza del partido pro-guerra en el punto más álgido de la Guerra Anglo-Española. Pero el secretario principal de la reina, William Cecil, barón de Burghley, (padre de Robert Cecil, conde de Salisbury) se oponía fuertemente a él, defendiendo la paz con España y una política más suave en Irlanda.

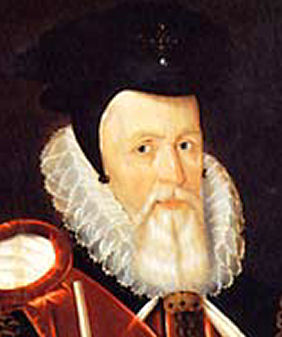
William Cecil, I Barón Burghley.

En abril de 1598, Burghley se enfrentó a Essex por última vez en la sala del consejo. Essex afirmó que la paz con España era deshonrosa, a lo que Burghley respondió que "no respira más que guerra, muerte y sangre", para luego recitar el verso 23 del salmo 55 de su libro de oraciones: "Los sedientos de sangre y los traidores no llegarán a vivir la mitad de sus días.".
En un infame incidente durante un debate acerca del nombramiento de un comandante militar para Irlanda, la reina llegó a perder sus nervios y golpeó a Essex en la oreja, a lo que el conde respondió llevándose la mano al mango de su espada. William Cecil falleció poco después, el 4 de agosto y diez días más tarde, los ejércitos ingleses en Irlanda sufrieron una contundente derrota en Yellow Ford a manos de Hugh O'Neill. Para complicar aún más la situación, Felipe II de España moría el 13 de septiembre.
Essex y el joven Cecil trataron de debilitar sus posiciones en el consejo, proponiendo el nombramiento de miembros del partido rival para la misión de Irlanda, y así eliminarlos de la corte. Tras la muerte de Sir Richard Bingham en Dublín ya no quedaban más candidatos, y Essex se vio obligado a ofrecer sus servicios. Aunque con ciertas reservas, la reina finalmente nombró a Robert Devereux Lord Teniente de Irlanda; Essex anunció triunfalmente su determinación de derrotar a O'Neill en el campo de batalla.

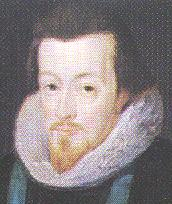
Robert Cecil, I conde de Salisbury.

## Poderes
Tras ciertos desencuentros con la reina acerca de los detalles de la misión, los preparativos se iniciaron en la primera semana de marzo de 1599. Se emitieron patentes reales exonerando a Essex de las deudas adquiridas por su padre durante su servicio en Irlanda y el 12 de marzo recibió el nombramiento, estando autorizado a perdonar la vida del traidor a cambio de su sumisión y a conceder el título de caballero a aquellos que lo merecieran por sus servicios.
El ejército estaba formado por 16.000 hombres, con 1.300 caballos, mientras que los ejércitos rebeldes llegaban a 20-30.000 hombres, la mitad de los cuales operaban en el Ulster, donde la autoridad real se limitaba a algunos fuertes abastecidos por poblaciones defendidas situadas en el este de la isla. Essex contaba entre sus tropas con 2.000 veteranos de las guerras de los Países Bajos, comandados por Henry Docwra. Cada tres meses se recibirían refuerzos desde Inglaterra para cubrir las bajas, y un servicio regular de correo se estableció entre Dublín y Londres a través de Holyhead.
Además, Essex contaba con un escuadrón de cinco barcos de guerra a su disposición, equipados con lanchas. El escuadrón estaba concebido para desarrollar un desembarco en Lough Foyle en el norte, pero también estaba establecido un punto de reunión en el sur en Berehaven, (o Baltimore) ante un eventual ataque español. Efectivamente, la armada se vería obligada a quedarse en el sur.
Essex iba a liderar el mayor ejército nunca visto en Irlanda, y estaba equipado con ropas, municiones, artillería y barcos. La campaña tenía un coste estimado de 290.000 libras anuales, el doble del ejército de Holanda. Aunque los preparativos ingleses habían sido exhaustivos, pronto se revelarían inadecuados a la tarea.

## La partida
Essex partió de Londres el 27 de marzo de 1599. Con él iban su padrastro Cristopher Blount y Sir Henry Wriothesley, III conde de Southampton.
El 5 de abril, Essex esperaba vientos favorables en Helbry, una isla de la desembocadura del río Dee; una semana después partía de Beaumaris. Tras un tempestuoso viaje, llegó a Dublín el día 15 de abril
Una semana después, Essex había organizado una espectacular exhibición de la caballería inglesa durante la fiesta de Garter en Dublín el día de San Jorge. La reina, por su parte, había optado por una celebración mucho más discreta en Londres. Al tener conocimiento de los dispendios de Essex, Isabel decidió conceder el control de las guardias -una posición muy rentable- a Cecil en lugar de a Essex.
Junto al conde de Essex viajaban desde Inglaterra el conde de Kildare y 18 de los principales jefes de Meath, pero sus barcos naufragaron en el viaje, falleciendo sus ocupantes. El que sí pudo llegar a Irlanda fue Arthur Chichester, que, tras desembarcar en Dublín se dirigió a Drogheda, donde se reunió con Essex, que se dirigía a inspeccionar el cuerpo de veteranos de las guerras de Flandes.

## Los preparativos de la campaña
La gran estrategia diseñada en Dublín, de atacar simultáneamente por tierra y mar, enseguida fue descartada, ya que los rumores apuntaban a la preparación por España de una nueva Armada, lo que obligaba a mantener la flota inglesa en el sur. En contra de lo solicitado por el Consejo de Irlanda, el Consejo Privado de Londres estableció una campaña exclusivamente terrestre contra los rebeldes, abandonando los planes de realizar una expedición anfibia para establecer una base en el lago Foyle, en pleno corazón del territorio de O'Neill.
El Consejo de Dublín recomendó a Essex no enfrentarse inmediatamente a los rebeldes de O'Neill y O'Donnell. La experiencia sugería que la escasez de forraje, que debilitaba a las bestias de cargas, complicaría en extremo la realización de una campaña en el norte. En su lugar, se apostaba por un ataque a los rebeldes en Leinster, donde se estimaba que había 3.000 hombres en rebelión, de los cuales, 800 eran mercenarios del Uslter.
En el norte, el plan de O'Neill consistió en despoblar las tierras que limitaban con la La Empalizada de cualquier alimento o caballos, en un intento de bloquear cualquier expedición al Ulster. En el sur, apoyó la rebelión encabezada por Edmund FitzGibbon, el Caballero Blanco y otros en Munster, en un intento por distraer a Essex. En el oeste, O'Donnell se dirigió a Connaught, donde se creía que se reuniría con O'Neill y FitzGibbon.
Essex situó 5.000 hombres en la frontera de La Empalizada, se reforzaron las guarniciones de Cork y se enviaron tropas a Sir Thomas Norris, presidente de Munster y al conde de Ormonde en Kilkenny. También se incrementaron en 3.000 hombres los efectivos del ejército de Connaught, dirigido por Sir Conyers Clifford.

## Campaña en el sur
Partiendo de la información de que O'Neill estaba preparándose para ir a Munster, mientras que O'Donnell permanecía en el norte de Connacht, Essex partió de Dublín el 9 de mayo para reunir su ejército en los campos de Kildare. Se dirigió al sur, tomando el castillo de Athy, tras lo que lanzó una ofensiva en Offaly y liberó el fuerte de Maryborough, pese a ser hostigado por los O'Mores.
El primer enfrentamiento significativo de la campaña se produjo en la segunda semana de mayo en el paso de Cashel, cuando Essex decidió atacar las defensas rebeldes en lugar de rodearlas. El paso estaba rodeado de bosques y bogs, con trincheras inundadas a cada lado. A la cabeza de la marcha iban 40 tiradores y 20 espadachines; ante la resistencia de los irlandeses, los arcabuceros se situaron a los lados para cubrir el avance y los espadachines en las trincheras; la vanguardia inglesa cruzó entre los tiradores empujando a los rebeldes hasta llegar a campo abierto, donde la columna se reagrupó. Los ingleses admitieron haber perdido tres oficiales y varios hombres en la lucha; los rebeldes se llevaron varios cascos con pluma, de donde la batalla fue conocida como "el Paso de las Plumas".
El 18 de mayo, Essex marchó hacia la ciudad de Kilkenny con dos tercios de sus hombres. Allí fue recibido con honores por las autoridades locales, entre las que estaba Thomas Norris, con el que se entrevistó. El 22 de mayo salió de la población con 2.500 soldados y 300 caballeros hacia Clonmel, donde se le brindó otra celebración. A orillas del río Suir, a unos tres kilómetros de la villa, rindieron el castillo de Derrylane, tras lo que Essex puso sus miras en Cahir Castle, la fortaleza más inexpugnable de la isla.

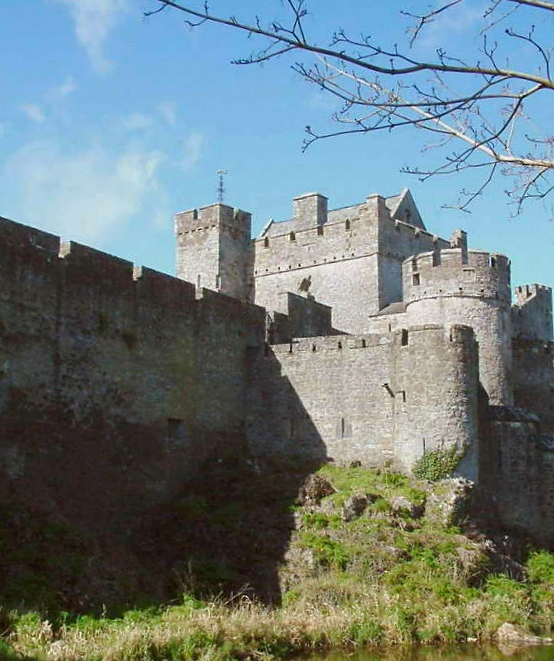
Cahir Castle

Essex había acusado a Lord Cahir, cuyo hermano estaba al frente del castillo, de colaboración con los rebeldes de FitzGibbon. Tras el fracaso de las negociaciones, los ingleses decidieron hacer uso de la fuerza y después de dos días de bombardeo consiguieron abrir una brecha en los muros y la guarnición que lo defendía se dio a la fuga. El conde de Essex tomó posesión del castillo el 29 de mayo.
El siguiente paso de Essex fue Limerick, adonde llegó el 4 de junio. Durante esta parte del itinerario, se unieron al ejército inglés una gran cantidad de porteadores que doblaban al número de soldados y que supusieron una importante merma de recursos durante el resto de la campaña. El ejército aprovechó su paso por Askeaton (que fue un núcleo de resistencia a la corona durante la Segunda rebelión de Desmond para avituallarse tras un encuentro con el conde Sugán, pretendiente al condado de Desmond y que había sido visto en Adare con entre 2.000 y 3.000 hombres.
Essex decidió entonces marchar hacia el sur en un intento de forzar una batalla con los rebeldes de Munster, al comprobar que no se iban a dejar atrapar entre el ejército inglés y el mar. En Kilmallock se entrevistó con el presidente Norris. A estas alturas de la campaña, se informaba de que los soldados "se comportaban con tal frialdad" que Essex tuvo que reprocharles su desidia. No quedaba ya dinero, ni entretenimiento, ni suministros en los almacenes reales, vacas suficientes sólo para un par de días y munición para tres. El ejército prosiguió en su marcha hacia el sur, mientras que Essex se dirigía a Mallow para obtener abastecimiento. Se reunió con sus hombres llevando con él un aliado del clan MacCarthy, pero cuando las tropas inglesas llegaron al corazón de Desmond, el conde Sugán se había escapado.
Cruzaron el río Blackwater en Affane, tras lo que Essex cedió a Norris 1.100 hombres y una compañía de caballería para proseguir la guerra en Munster. Después, Essex marchó hacia el este sin ser molestado a través del territorio de Lord Power hasta llegar a la ciudad de Waterford, donde fue recibido con vítores el 21 de junio. Desde aquí, el ejército inglés fue embarcado con destino Leinster, en una operación lenta y trabajosa. Essex, por su parte, abandonó Waterford el día 22.

## Regreso a Dublín
El 29 de mayo, el Senescal Henry Harrington había sido contundentemente derrotado en Wicklow por el rebelde Phelim MacFeagh O'Byrne. Un mes después, Essex cruzó el Slaney con 1.200 hombres y una multitud de sirvientes y arrieros, decidido a llegar a Dublín por la costa de Wicklow en lugar de arriesgarse a cruzar las colinas. A lo largo del camino, sus hombres incendiaron villas y casas, hasta que se encontraron con O'Byrne, cuatro millas al sur de Arklow, a orillas del río Clonnough. Southampton cruzó el río con la caballería, mientras que Ormond y la infantería cruzaron a través de un vado cerca del mar. Hubo alguna lucha en el flanco izquierdo, pero los rebeldes no se acercaron hasta que el convoy de los aprovisionamientos se quedó en una situación vulnerable. Se lanzaron entonces a la lucha, y a punto estuvieron de lugrar una victoria, pero la caballería de Southampton reaccionó y los hizo retroceder. Por fin, el 2 de julio, el ejército llegó a Dublín.
Tras ocho semanas de marcha, Essex disponía apenas de 300 jinetes. Ni un solo comandante rebelde se había sometido a la corona, y ninguno de los territorios había sido pacificado. Essex había dejado muchas tropas acantonadas en Leinster y Munster, y la enfermedad y la deserción habían debilitado al ejército inglés. En Londres, se criticaba a Essex por la adopción de medidas defensivas innecesarias, en un momento en que el miedo a la Armada española estaba en su apogeo en Inglaterra.
Se lanzó una segunda ofensiva sobre Offaly, pese a la opinión contraria de la reina. Maryborough y Philipstown (donde una emboscada había causado la pérdida de 60 hombres) fueron reabastecidos por Blount y Essex en torno al 25 de julio. Essex se vio envuelto en una refriega con los rebeldes del capitán Tyrrell en la frontera de Westmeath. Clifford llegó desde Connacht en su ayuda, perdiendo muchos hombres; sin embargo, Essex realizó una expedición de castigo contra los O'Connor, robando 500 reses y quemando sus cosechas de grano. Harrington participó en la expedición, pero, una vez más, Essex fue incapaz de forzar a los rebeldes a la batalla y su ejército se retiró a Dubin.
Clifford regresó a Connacht, donde resultó muerto en la batalla de Curlew Pass, en la que los ingleses sufrieron una severa derrota. Esta, junto con la de Harrington en Wicklow, fue calificada por Cecil como el más severo golpe sufrido por los ingleses en Irlanda, y Essex fue hecho responsable por la corte de Londres. O'Neill y O'Donnell se encontraban ahora libres de amenazas por el oeste, y un ataque terrestre a través de Armagh se había convertido en algo muy improbable.

## La campaña del Norte
Essex había nombrado 59 caballeros durante su campaña -en un claro abuso de sus poderes- y la reina había comenzado a impacientarse. Pero era incapaz de controlar a su comandante y, cada vez que llegaban despachos de Irlanda su impotencia la enfurecía. Finalmente, el 30 de julio ordenó un ataque inmediato a O'Neill.
Essex siempre había sido partidario de acciones inmediatas de castigo contra los rebeldes del norte, pero sufría continuos problemas de salud, posiblemente, piedras en el riñón. Otros comandantes tenían duda acerca de los planes de la reina, porque la posición rebelde era muy fuerte y segura y un ataque frontal se consideraba extremadamente aventurado sin la proyectada base en Lough Foyle. Tras una reunión, un consejo militar se pronunció en contra de este plan y, un mes después, la reina envió una furiosa nota a Essex, quejándose amargamente de que sólo había 5.000 hombres disponibles, no el doble.
Durante el verano, los rumores sobre un desembarco español en la Isla de Wight hicieron que se desestimara el refuerzo del ejército en Irlanda. Por la misma época, el Archiduque Alberto de Austria, parecía estar considerando entrar en conversaciones con Inglaterra, lo que habría llevado a Essex a sospechar de traición entre los consejeros de la reina. Sin embargo, una semana después del controvertido Consejo de Guerra, Essex partió hacia el norte, con la idea improbable de que "si él [O'Neill] es tan valiente como pretende, terminaremos la guerra de uno u otro modo".
Essex abandonó Dublín el 28 de agosto de 1599. El ejército se reunió tres días después en las afueras de Kells, contando con un total de 3.700 soldados de infantería y 300 de caballería. Preocupado ante la posibilidad de un ataque de O'Neill a la Empalizada y Dublín si el ejército se desplazaba al norte, el conde escribió a la reina para decir que Kells debía ser la guarnición de frontera para el invierno. El 2 de septiembre el ejército partió hacia Ardee, donde se había visto a las tropas de O'Neill en la orilla opuesta del Lagan "a milla y media de nuestro campamento, pero con un río y un bosque entre ellos y nosotros". Los ingleses afirmaban que el líder rebelde contaba con 10.000 soldados de infantería y 1.000 de caballería o 5.000 y 700. Tras discutir la cuestión, Essex decidió no atacar debido a su inferioridad numérica y acampó en la orilla izquierda del Lagan. O'Neill lo flanqueaba oculto en los bosques, mientras que los caballos de vigilancia estaban a la vista.
Los dos bandos entraron en contacto y el 6 de septiembre Essex avanzó con 2.000 hombres y 300 caballeros. A la vista de O'Neill dispuso su ejército en forma de una cruz de San Andrés, con la caballería a los lados y en la retaguardia. El alto mando esperaba un ataque irlandés, pero decidió no tomar la iniciativa. Al día siguiente, se acordó una entrevista entre O'Neill y Essex en el vado de Bellaclinthe, a orillas del río Glyde. Se comunicó a Essex que el rebelde buscaba el perdón de la reina.
Tras realizar una inspección el día 7, Essex rechazó el lugar de la entrevista; sin embargo, O'Neill se presentó sólo en el vado, y Essex decidió finalmente acudir a la entrevista. Después de conversar durante media hora, ambos comandantes se retiraron a sus campamentos. Poco después se celebró una reunión oficial, con seis testigos por ambas partes. Los irlandeses se adentraron con sus caballos en el río, como muestra de humildad, mientras los ingleses permanecían en la orilla. O'Neill, con la cabeza descubierta, saludó respetuosamente a la delegación inglesa. La conversación duró media hora y se acordó una nueva conferencia en el vado de Lagan la mañana siguiente.
Essex marchó hacia Drumcondra, mientras que O'Neill regresaba al campamento. Al día siguiente, fecha prevista de la reunión, Essex no se presentó a la cita. Se acordó entonces un alto el fuego prorrogable cada seis semanas, hasta el primero de mayo, aunque las partes podrían romperlo avisando con catorce días, y dejando libertad a los ingleses de atacar a los confederados de O'Neill si se negaban a aceptar los términos del acuerdo; se preveía también la indemnización por todos los daños 20 días después del ataque. Los rebeldes conservarían todas sus posesiones y no se establecerían guarniciones en nuevos puestos, se asegurarían los pasos francos, todas las guarniciones inglesas serían informadas del alto el fuego y serían nombrados delegados para establecer los límites de las zonas inglesa e irlandesa. O'Neill debería jurar el acuerdo, Essex bajo palabra. Los términos del acuerdo fueron puestos por escrito y firmados por O'Neill. Al día siguiente, Essex dispersó su ejército y se dirigió a Drogheda a reponer fuerzas, mientras que O'Neill permanecía en su territorio.

## Huida de Essex
A mediados de septiembre de 1599, la reina escribió a Essex, prohibiéndole abandonar Irlanda sin permiso especial. Una semana después, delegó parte de sus responsabilidades en dos de los Justicias, situando a Ormond al mando del ejército con instrucciones de mantener el alto el fuego y dejando a las guarniciones abastecidas para seis meses. Haciendo uso de un permiso general, Essex partió hacia Inglaterra el 24 de septiembre llegado a Londres el día 28.
Para la reina, el acuerdo fue un "final rápido con un proceso lento", y se consideró que la presencia de Essex en Irlanda había sido superflua desde el principio. Essex relató su encuentro con Hugh O'Neill únicamente a la reina, prometiendo responder verbalmente al rebelde. En un principio no se esperaba que O'Neill traicionara el acuerdo, pero la reina ya estaba cansado de oír hablar de O'Neill: "confiar en el juramento de ese traidor es confiar en la religión del diablo." Dio órdenes de no ratificar el acuerdo ni de otorgar perdón sin su autoridad, aunque reconoció la conveniencia del alto el fuego.
Por su parte O'Neill tenía dudas acerca del alto el fuego. O'Donnell le presionaba, afirmando que se había cedido demasiado ante los ingleses. Redactó una lista de demandas, entre las que se incluían libertad religiosa, retirada inglesa y confirmación de las tierras en posesión de los rebeldes -posiblemente los puntos clave de su conferencia con Essex. A finales de noviembre se celebró otra conferencia en Lagan, y se acordó prorrogar un mes más la tregua. En diciembre, O'Neill denunció rupturas de la tregua, y en la primavera de 1600 inició una nueva campaña en Munster.

## La Sucesión
Finalmente, el contenido de las conversaciones entre O'Neill y Essex se había convertido en tema de discusión en Inglaterra. Sir Henry Wotton, secretario personal del conde, denunció amargamente la duplicidad de los intérpretes, afirmando que eran los peores enemigos de Essex. Los rumores acerca de la deslealtad del conde abundaban, y, ante su caída en desgracia en la corte, Essex decidió desafiar la autoridad de la reina, presentándose en Londres y solicitando audiencia con la reina. Se le ordenó que regresara a su casa, y fue declarado traidor ante la insistencia de Sir Robert Cecil, secretario principal de la reina y enemigo declarado del conde. Fue ejecutado en febrero de 1601 acusado de un delito de traición tras un juicio rápido.
Las informaciones recibidas en España algunos años después de James Blake (supuesto asesino de Red Hugh O'Donnell) contaban que "el Conde de Essex, el mismo que atacó Cádiz, estaba en negociaciones con el Príncipe O'Neill de Irlanda para provocar un levantamiento contra la Reina de Inglaterra, por lo que fue decapitado en Inglaterra, y el mencionado Conde utilizó al testigo [Blake] como intermediario." También se comentó que O'Neill había estado a punto de convencer a Essex para que abandonara el servicio de la reina y se pasara al de Felipe II, al que "entregarían todo el reino". Para convencer a Essex, se dice que O'Neill le había prometido grandes favores en nombre del rey de España. Cuando Essex expresó sus dudas debido a "ciertos inconvenientes que había causado a la Corona de España", el rebelde ofreció entregarle a su hijo como rehén en prueba de su buena voluntad.
Al igual que en otras muchas teorías de la conspiración durante la época isabelina, las intenciones de España eran mucho menos preocupantes de lo que los consejero de la reina pensaban. A finales de 1599, Essex había comprendido que partir de la corte dejando a Cecil campar a sus anchas había sido un grave error, que sólo podría arreglar derrotando a Hugh O'Neill. La experiencia irlandesa se demostró mucho más difícil de lo calculado -Essex sería el último comandante inglés en subestimar a los rebeldes irlandeses- y la situación en la corte se complicaba por momentos para Essex, con Cecil adquiriendo una influencia cada vez mayor con la reina. La entrevista privada con O'Neill fue sospechosa, máxime debido a las preocupaciones acerca de la ambición de Jacobo VI de Escocia de ocupar el trono inglés. La huida de Essex desde Irlanda fue un desesperado intento de frustrar los planes de Cecil y una vez fracasado esto, la traición posterior se debió a su negativa a aceptar que sería Cecil y no él el que determinaría la sucesión al trono.